# Classe Bellerophon
A Classe Bellerophon foi uma classe de couraçados operada pela Marinha Real Britânica, composta pelo HMS Bellerophon, HMS Temeraire e HMS Superb. Suas construções começaram em 1906 e 1907 no Estaleiro Real de Portsmouth, Estaleiro Real de Devonport e Armstrong Whitworth, sendo lançados ao mar em 1907 e comissionados na frota britânica em 1909. O projeto da classe foi muito inspirado no predecessor HMS Dreadnought, porém maior e com alguns melhoramentos, incluindo melhor proteção subaquática e armamento secundário mais poderoso, além de linhas de casco mais refinadas para que as embarcações pudessem manter uma velocidade de 21 nós.
Os couraçados da Classe Bellerophon eram armados com uma bateria principal de dez canhões de 305 milímetros montados em cinco torres de artilharia duplas. Tinham um comprimento de fora a fora de 160 metros, boca de 25 metros, calado de oito metros e um deslocamento carregado de mais de 22 mil toneladas. Seus sistemas de propulsão eram compostos por dezoito caldeiras mistas de carvão e óleo combustível que alimentavam dois conjuntos de turbinas a vapor, que por sua vez giravam quatro hélices até uma velocidade máxima de 21 nós (39 quilômetros por hora). Os navios também tinham um cinturão principal de blindagem que ficava entre 203 e 254 milímetros de espessura.
Os três tiveram carreiras tranquilas em tempos de paz servindo na Frota Doméstica. Após o início da Primeira Guerra Mundial em 1914 foram colocados para atuar na Grande Frota, porém pouco fizeram e passaram a maior parte de seu tempo realizando treinamentos no Mar do Norte e surtidas para tentar encontrar a Frota de Alto-Mar alemã. A única ação de suas carreiras foi a Batalha da Jutlândia em 1916. Depois disso realizaram mais surtidas infrutíferas à procura dos alemães. O Superb e o Temeraire brevemente serviram no Mar Mediterrâneo a partir de outubro de 1918. Os três foram usados como navios-escola após o fim da guerra até serem desmontados em 1921 e 1922.